# Flagge von Kastilien-La Mancha

Flagge von Kastilien-La Mancha
Seitenverhältnis 1:2

Die Flagge von Kastilien-La Mancha ist in Karmesinrot und Weiß parallel zum Fahnenstock in gleichen Breiten geteiltes Flaggentuch. In der Tuchmitte des karmesinroten Tuchteiles ist das goldene Kastell aus dem Wappen von Kastilien-La Mancha eingefügt.

## Geschichte
In der Mitte des roten Feldes ist eine goldene Burg mit drei Türmen. Rot entspricht der traditionellen Heraldik von Kastilien. Weiß soll an die Mäntel der Ritter und Kreuzfahrer erinnern, die die Region im 12. und 13. Jahrhundert von den Arabern befreiten. 